# Vitesse in het seizoen 1953/54
| Eerste klasse B |    |
| --------------- | -- |
| Wedstrijden     | 26 |
| Gewonnen        | 8  |
| Gelijk          | 11 |
| Verloren        | 7  |
| Thuis           | 13 |
| Uit             | 13 |
| Doelsaldo       | −5 |
| voor            | 41 |
| tegen           | 46 |
| ‘De Nul’        | 4  |

Vitesse speelde in het seizoen 1953/1954 competitiewedstrijden in de Eerste klasse B. Er was dit seizoen geen bekertoernooi.

## Samenvatting
Het seizoen 1953/'54 was het laatste seizoen waarin de KNVB alleen amateurvoetbal organiseerde en ook het laatste seizoen waarin het eerste elftal van Vitesse amateurvoetbal speelde. De Vitesse-selectie stond dit seizoen voor het zesde jaar op rij onder leiding van trainer Jan Zonnenberg.
In de Eerste klasse B behaalde Vitesse de zesde plaats met 27 punten (in het "2 punten"-systeem).

## Selectie en statistieken
Legenda
| - W Wedstrijden - Doelpunten | - B Basisplaatsen - In Wissels In - Uit Wissels Uit |

| Nat.               | Spelersnaam       | Eerste klasse B | Eerste klasse B | Eerste klasse B | Eerste klasse B | Eerste klasse B |
| Nat.               | Spelersnaam       | W               | Doelpunt(en)    | B               | In              | Uit             |
| ------------------ | ----------------- | --------------- | --------------- | --------------- | --------------- | --------------- |
| Vlag van Nederland | Henk Aalbers      | 2               | 0               | 2               | 0               | 0               |
| Vlag van Nederland | Rinus l'Amie      | 24              | 0               | 24              | 0               | 3               |
| Vlag van Nederland | Piet Beekman      | 7               | 0               | 6               | 1               | 0               |
| Vlag van Nederland | Frits Brons       | 1               | 0               | 0               | 1               | 0               |
| Vlag van Nederland | Rinus Burghart    | 3               | 0               | 1               | 2               | 1               |
| Vlag van Nederland | Dick Faber        | 25              | 1               | 25              | 0               | 2               |
| Vlag van Nederland | Henk Gautier      | 1               | 0               | 0               | 1               | 0               |
| Vlag van Nederland | Frits Heijn       | 25              | 0               | 25              | 0               | 2               |
| Vlag van Nederland | Eddie Hendriks    | 20              | 10              | 19              | 1               | 1               |
| Vlag van Nederland | Wim Hendriks      | 26              | 1               | 26              | 0               | 3               |
| Vlag van Nederland | Dik Herberts      | 25              | 3               | 25              | 0               | 0               |
| Vlag van Nederland | Hans Herberts     | 26              | 0               | 26              | 0               | 0               |
| Vlag van Nederland | Hein Holthuijsen  | 1               | 0               | 0               | 1               | 0               |
| Vlag van Nederland | Toon Huiberts     | 9               | 5               | 9               | 0               | 1               |
| Vlag van Nederland | Epi Jansen        | 26              | 12              | 26              | 0               | 0               |
| Vlag van Nederland | Gerrit Jansen     | 7               | 3               | 7               | 0               | 1               |
| Vlag van Nederland | Gerrit Kluin      | 14              | 4               | 13              | 1               | 0               |
| Vlag van Nederland | Leo van Laarschot | 1               | 0               | 1               | 0               | 0               |
| Vlag van Nederland | Arend Loos        | 6               | 0               | 3               | 3               | 0               |
| Vlag van Nederland | Kees Meeuwsen     | 2               | 0               | 1               | 1               | 0               |
| Vlag van Nederland | Jan van Voorst    | 20              | 0               | 20              | 0               | 1               |
| Vlag van Nederland | Karel Weijand     | 25              | 0               | 25              | 0               | 0               |
| Vlag van Nederland | Henk Wielheesen   | 5               | 0               | 2               | 3               | 0               |
| Totaal             | Totaal            | 26              | 41              | 286             | 15              | 15              |
|                    |                   | W               | Doelpunt(en)    | B               | In              | Uit             |
| Eerste klasse B    |                   |                 |                 |                 |                 |                 |

### Topscorers
Eerste klasse B:
| Nr.                         | Naam                        | Doelpunt(en) |
| --------------------------- | --------------------------- | ------------ |
| 1                           | Epi Jansen                  | 12           |
| 2                           | Eddie Hendriks              | 10           |
| 3                           | Toon Huiberts               | 5            |
| 4                           | Gerrit Kluin                | 4            |
| 5                           | Dik Herberts                | 3            |
| 5                           | Gerrit Jansen               | 3            |
| 7                           | Dick Faber                  | 1            |
| 7                           | Wim Hendriks                | 1            |
| Eigen doelpunt tegenstander | Eigen doelpunt tegenstander | 2            |
| Totaal                      | Totaal                      | 41           |

## Wedstrijden
Bron: Vitesse Statistieken
| Legenda    |
| ---------- |
| Winst      |
| Gelijkspel |
| Verlies    |

### Eerste klasse B
| Datum             | Thuis           | Uitslag   | Uit             | Doelpuntenmakers Vitesse                                 | Bijzonderheden          |
| ----------------- | --------------- | --------- | --------------- | -------------------------------------------------------- | ----------------------- |
| 6 september 1953  | AGOVV           | 2–4 (1–2) | Vitesse         | G. Jansen (2x; 2–3, 2–4), E. Hendriks (0–1), Faber (1–2) |                         |
| 13 september 1953 | Vitesse         | 2–2 (1–2) | GVAV            | E. Hendriks (1–0), E. Jansen (2–2)                       |                         |
| 20 september 1953 | Blauw Wit       | 0–0 (0–0) | Vitesse         | (–)                                                      |                         |
| 4 oktober 1953    | Vitesse         | 2–2 (0–2) | vv Rigtersbleek | G. Jansen (1–2), E. Jansen (2–2)                         |                         |
| 11 oktober 1953   | VSV             | 3–0 (2–0) | Vitesse         | (–)                                                      |                         |
| 18 oktober 1953   | Vitesse         | 1–1 (1–1) | HVV 't Gooi     | E. Hendriks (1–1)                                        |                         |
| 8 november 1953   | VV Heerenveen   | 3–0 (2–0) | Vitesse         | (–)                                                      |                         |
| 22 november 1953  | Vitesse         | 1–1 (0–1) | SC Enschede     | E. Hendriks (1–1)                                        |                         |
| 29 november 1953  | De Volewijckers | 2–2 (1–1) | Vitesse         | D. Herberts (2x; 0–1, 1–2)                               |                         |
| 6 december 1953   | Vitesse         | 0–1 (0–0) | HFC EDO         | (–)                                                      |                         |
| 13 december 1953  | DOS             | 8–1 (3–1) | Vitesse         | E. Hendriks (3–1)                                        |                         |
| 20 december 1953  | Go Ahead        | 1–1 (1–0) | Vitesse         | E. Hendriks (1–1)                                        |                         |
| 24 januari 1954   | Vitesse         | 1–4 (1–4) | Blauw Wit       | Vlietman (e.d.; 1–1)                                     |                         |
| 14 maart 1954     | vv Rigtersbleek | 1–2 (0–2) | Vitesse         | W. Hendriks (0–1), E. Jansen (0–2)                       |                         |
| 21 maart 1954     | Vitesse         | 1–0 (0–0) | VSV             | E. Jansen (1–0)                                          |                         |
| 28 maart 1954     | HVV 't Gooi     | 0–1 (0–1) | Vitesse         | E. Hendriks (0–1)                                        |                         |
| 4 april 1954      | Vitesse         | 2–2 (2–2) | AGOVV           | E. Hendriks (1–1), E. Jansen (2–2)                       |                         |
| 11 april 1954     | Vitesse         | 2–2 (0–1) | VV Heerenveen   | E. Jansen (1–2), E. Hendriks (2–2)                       | H. Herberts (e.d.; 0–2) |
| 19 april 1954     | SC Enschede     | 1–1 (0–1) | Vitesse         | E. Hendriks (0–1)                                        |                         |
| 25 april 1954     | Vitesse         | 3–1 (0–0) | De Volewijckers | E. Jansen (1–0), Huiberts (2–0), Muller (e.d.; 3–0)      |                         |
| 30 april 1954     | VV Sneek        | 1–0 (1–0) | Vitesse         | (–)                                                      |                         |
| 2 mei 1954        | HFC EDO         | 1–4 (0–3) | Vitesse         | Kluin (2x; 0–2, 1–4), E. Jansen (0–1), D. Herberts (0–3) |                         |
| 9 mei 1954        | Vitesse         | 3–4 (2–3) | DOS             | E. Jansen (1–1), Huiberts (2–1), Kluin (3–3)             |                         |
| 16 mei 1954       | Vitesse         | 3–1 (2–1) | Go Ahead        | Huiberts (2x; 1–0, 3–1), E. Jansen (2–0)                 |                         |
| 23 mei 1954       | Vitesse         | 2–0 (1–0) | VV Sneek        | E. Jansen (1–0), Huiberts (2–0)                          |                         |
| 29 mei 1954       | GVAV            | 2–2 (1–1) | Vitesse         | E. Jansen (1–1), Kluin (2–2)                             |                         |

### Oefenwedstrijden
| Datum           | Thuis   | Uitslag   | Uit         | Doelpuntenmakers Vitesse                                                | Bijzonderheden |
| --------------- | ------- | --------- | ----------- | ----------------------------------------------------------------------- | -------------- |
| 24 oktober 1953 | HBS     | 1–5 (1–2) | Vitesse     | E. Jansen (2x; 0–1, 1–5), E. Hendriks (2x; 1–3, 1–4), D. Herberts (0–2) |                |
| 1 november 1953 | Vitesse | 1–4 (1–0) | PSV         | Van Voorst (1–0)                                                        |                |
| 14 april 1954   | Vitesse | 5–1 (3–0) | AIK Fotboll | E. Hendriks (2x; 2–0, 5–0), Weijand (1–0), Faber (3–0), Burghart (4–0)  |                |